# Iwan Walberg

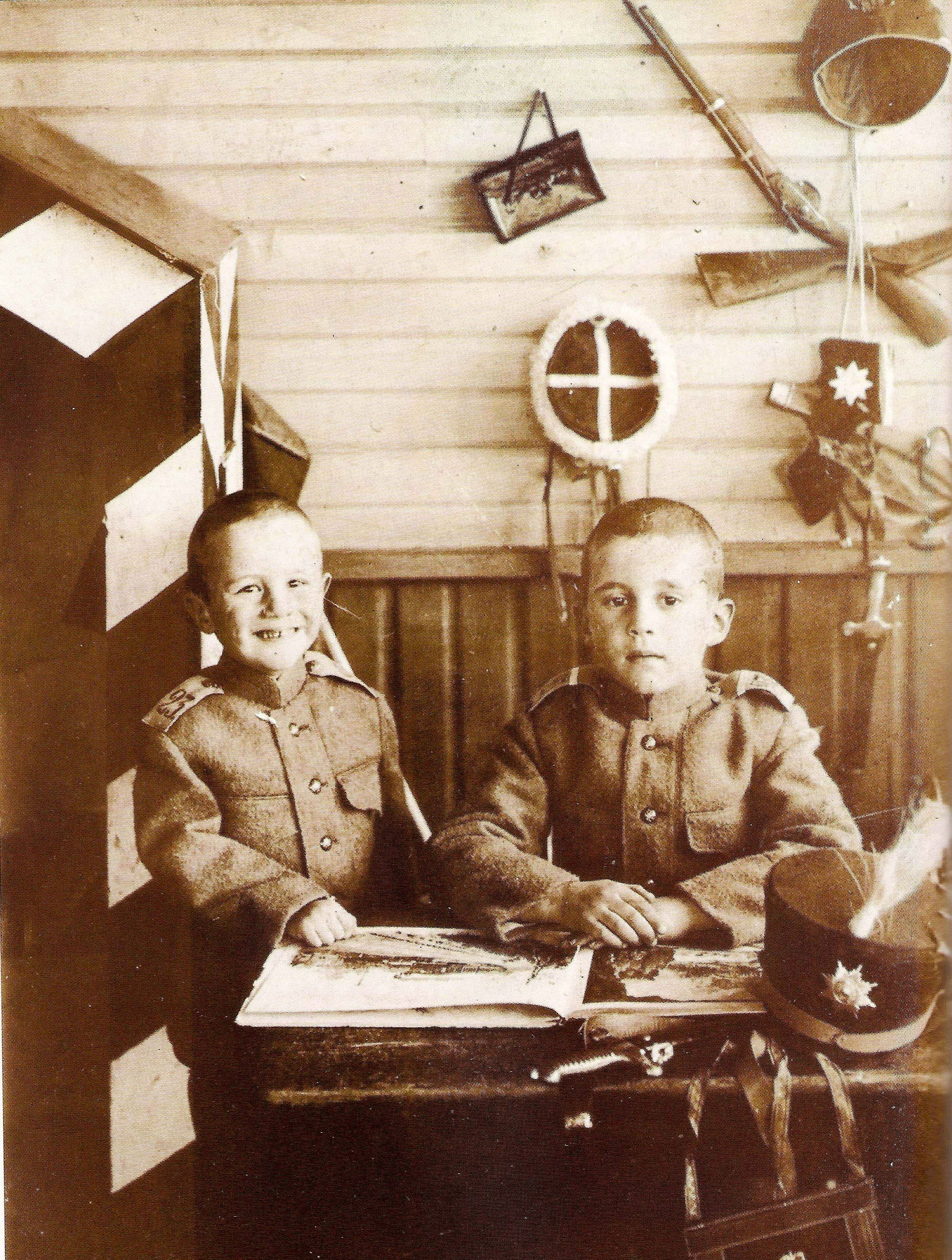
Synowie gen. Iwana Walberga (1859–1918): Michał i Iwan w dzieciństwie.

Iwan Iwanowicz Walberg, ros. Иван Иванович Вальберг (ur. w 1901 r. w Sankt Petersburgu, zm. w 1969 r.) – rosyjski wojskowy, oficer Wehrmachtu podczas II wojny światowej.
Pochodził z rosyjskiego rodu szlacheckiego o szwedzkich korzeniach. Był jednym z trzech synów generała porucznika Iwana Iwanowicza Walberga (1859–1918), komendanta Pawłowskej Szkoły Wojskowej (1914–1917); wnukiem inżyniera i generała majora Iwana Iwanowicza Walberga (1825–1887); praprawnukiem Iwana Iwanowicza Walbercha (Walberga, 1766–1887), baletmistrza. 
Ukończył Pawłowską Szkołę Wojskową w Sankt Petersburgu. W 1918 r. wstąpił do Armii Ochotniczej gen. Antona I. Denikina. Służył w Pułku Grenadierów Lejbgwardii. Brał udział w Marszu Bredowskim na początku 1920 r., po czym został internowany przez Polaków. Po wypuszczeniu na wolność przybył na Krym, wstępując do wojsk gen. Piotra N. Wrangla. Objął funkcję oficera łącznikowego do specjalnych poruczeń w sztabie gen. P. N. Wrangla. Pod koniec lipca 1920 r. został ewakuowany do Królestwa SHS. Na początku września tego roku powrócił na Krym. W połowie listopada ewakuował się wraz z wojskami Białych do Gallipoli. Od 1921 r. mieszkał w Niemczech jako Johan Wahlberg. Po ataku wojsk niemieckich na ZSRR 22 czerwca 1941 r., wstąpił do Wehrmachtu. Został oficerem łącznikowym z rosyjskimi oddziałami wojskowymi w służbie niemieckiej (Rosyjski Korpus Ochronny). Po wojnie zamieszkał w zachodnich Niemczech.